# 新妹魔王の契約者
『新妹魔王の契約者』（しんまいまおうのテスタメント）は、上栖綴人による日本のライトノベル。イラストは大熊猫介が担当している。角川スニーカー文庫（角川書店→KADOKAWA）より2012年9月から2021年3月まで刊行された。2021年4月時点で電子版を含めた全世界シリーズ累計部数は320万部を突破している。
主人公の少年が、新米の美少女魔王を義理の妹にしたことで、魔族や勇者たちの戦いに巻き込まれていく物語である。その中で織り込まれる、過激なお色気シーンが支持を集めている。
メディアミックスとして、2013年5月、みやこかしわによるコミカライズ版の連載が『月刊少年エース』（角川書店→KADOKAWA）2013年7月号より開始される。2014年2月、木曽フミヒロによる漫画化作品第2作『新妹魔王の契約者・嵐！』が『ヤングアニマル嵐』（白泉社）にて、2014年No.3から2016年No.6まで連載。2015年にはテレビアニメ第1期および第2期が放送され、2018年にはOVAがイベント上映され、その後発売された。

## あらすじ
I巻
高校1年生の東城刃更は父親の東城迅と2人暮らしであったが、父親の唐突な要件により成瀬澪と成瀬万理亜が新しい家族の一員となり、新たな日常が始まると思っていた。だが迅が出張で家を空けることになり、しばらく3人で過ごすことになったところに突然、澪が刃更に「この家から、出て行って」という衝撃的な言葉を口にする。実は澪と万理亜は『魔族の住人』で、しかも澪は『先代魔王の娘』とのことであった。万理亜の催眠術で刃更は家を出る手筈になっていたが、刃更も自分の隠していた『秘密=勇者の一族』であることを告白する。
刃更は外出中の迅と連絡を取って澪の事情を知ると、出て行った澪と万理亜を助けに行き、何があっても澪を護ることを決める。また、万理亜の提案で刃更と澪に『主従契約魔法』をかけて貰うが、何かの手違いで主になるはずの澪が刃更の僕（しもべ）になってしまった。その後、澪と同じ高校に転校することになった刃更は、そこで幼馴染にして同じ勇者の一族である野中柚希と再会を果たす。それからは現魔王派勢力が澪の力を狙って刃更たちを狙い、澪は力を暴走させてしまう。
II巻
暴走した澪を見た勇者の一族は澪を監視対象から消滅対象に切り替える。刃更は澪を護るため、里からやってきたかつての友達である勇者の一族らと戦うことになる。
III巻
魔界の高位魔族であるゾルギアが万理亜を使って澪を魔界に誘拐する。澪を救うため刃更は滝川や柚希と協力し魔界に向かう。ゾルギアに利用されていた万理亜を倒し、さらにゾルギアの部下であるゼスト、さらにはゾルギアを倒す。
IV巻
刃更、澪、柚希の3人は体育祭の実行委員になる。長谷川千里は刃更を支援するが、刃更の担任の坂崎守は刃更に長谷川を警戒するよう伝える。そんな中体育祭が始まるが、疑惑の中で坂崎はオルニスとしての姿を現し体育祭の妨害を図る。刃更はそれを止めようとするが、力が及ばず長谷川が坂崎を止める。

### 魔界編
V巻
澪たちは穏健派の招きに従い、魔界に赴く。そこで刃更はゼストと出会う。澪が魔界にいることを聞きつけた現魔王のレオハルトは穏健派に総攻撃をしかけるが、刃更らに止められる。
VII巻
英霊による攻撃に失敗した現魔王派は穏健派に決闘を申し込む。しかし枢機院は決闘に乗じて現魔王派と穏健派、両方を抹殺しようと計画していた。穏健派と、枢機院と現魔王派の連合軍は1対1の決闘をするが、最後に刃更と現魔王のレオハルトが戦っているとき、枢機院は英霊で全てを消し去ろうとする。しかし刃更がベルフェゴールを殺し、澪・レオハルトと共に英霊を倒したあとリアラが枢機院の他のメンバーを殺す。
VIII巻
戦いが終わり、魔界から戻る前に刃更は澪たちに隠していた自身の出生の秘密の一端を明かす。

## 登場人物

### 主要人物
東城 刃更（とうじょう バサラ）
声 - 中村悠一
本作の主人公。聖ヶ坂学園高等部1年B組所属。15歳。
右眼の下辺り（なおかつ右耳寄り）に傷跡ともいえる痣がある。
かつては勇者の里でも将来を嘱望された逸材だったが、5年前に起こった事件で「無次元の執行（バニシング・シフト）」を暴走させたことで勇者の資格を失い、父と共に里を追放された。この出来事は大きなトラウマとなっており、現在の彼が抱く「大切なものを守るためならばどんなことでもする」という行動理念のもとになっている。
物語開始時点では勇者であった自分を忘れ、魔族とも関わりを持とうとしなかったが、澪が先代魔王の娘であると知った時はかなりショックを受けた。特に父親を騙していたということがかなり堪えたらしく一度は家から追い出してしまったが、澪と2人で夕日を見た場所で澪と万理亜を現魔王派勢力から救出。それがきっかけで澪と主従契約魔法を結ぶこととなり、勇者という身分に囚われず、1人の義兄として義妹を護る戦いを決める。
勇者の子として生まれたが、実は勇者や魔族だけでなく神族の血まで引いているという勇者・魔族・神族の三勢力にとって受け入れがたいイレギュラーな存在（迅曰く「俺とあいつらの子」）。素性に気付いた神族のオルニスからは「穢れた三種の混血（トリプルレッド）」と酷評されている。この様なことになったのは、刃更の父である迅や母親となる先代魔王の妹・サフィア、アフレイア（千里）の従姉・ラファエリーネの三人の関係が起因している。かつて戦いの中で迅とサフィアが出会い、そこにラファエリーネが居合わせる形で三人は次元の狭間に閉じ込められてしまい、その時の関わりを経て三人の間に愛情が芽生える。その後、サフィアは迅との間に子を宿すことになるが、当時の勇者と魔族との関係から危険な立場になってしまう可能性があったために、ラファエリーネが代理母となる形で産むことになり、その結果誕生したのが刃更であった。それ故に、義妹の澪や万理亜とは従兄弟の関係にあたり、この話について刃更は千里から聞かされている。
更に終盤で判明した事であるが、実はかつて、父・迅はファーブニルの大軍を倒す為にその血を飲んで竜化の能力を得ており、「無次元の執行（バニシング・シフト）」も元は迅が得たのを刃更が引き継ぐ形で得た物であった。
刃更は勇者・魔族・神族に加え、竜族の血までも継承した「穢れた四種の混血（クアドラプルレッド）」となっている。
強化した斯波 恭一との戦いに臨むために、最後の主従契約で澪、万理亜、柚希、胡桃、ゼストと肉体関係を持ち、力を強くした。
武器は右手から具現化する巨大な魔剣ブリュンヒルド。待機状態はペンダントトップ。
戦闘タイプは「スピード（速さ）」で、突進力と斬撃の疾さで敵を圧倒する『神速剣術使い（インフィニットスレイヤー）』の使い手。
「無次元の執行（バニシング・シフト）」の暴走がトラウマになっているため、無意識的に魔剣ブリュンヒルドに対して3段階のストッパーを掛けている。
成瀬 澪（なるせ みお）
声 - 朝井彩加
本作のヒロインの1人。刃更の義妹。聖ヶ坂学園高等部の1年B組所属。
巨乳でスタイル抜群の美少女であり、学園内ではファンクラブが存在し「澪姫」と呼ばれている。その正体は先代の魔王ウィルベルトの娘にして、彼の強大な力を受け継いだ魔族。魔力の色は朱色。口癖は「百回殺す」。
ウィルベルトの手配で物心つく頃から人間界で暮らし、ウィルベルトの部下である養父母に育てられてきたが、半年前にゾルギアの襲撃を受け養父母は死亡、護衛役である万理亜から自身の素性を聞かされ、東城家に転がり込むまでは彼女と共に現魔王勢力からの逃亡生活を送ってきた。
強大な魔力を扱えるため「魔力（マナ）」タイプの戦い方で上位魔法士。逃亡生活を続けていたせいで戦闘に関しては刃更と万理亜以前に素人レベルに近いが、高志達の決闘に備え、刃更と万理亜と共に特訓を行う。それでも追い付ける確証が見いだせなく、万理亜の提案で主従関係を更に深めることで力を強くする方法に乗り、刃更と淫乱行為をしたことで即席でレベルアップに成功。決闘時は、刃更が柚希と胡桃の相手をしているうちに自分は万理亜と共に高志の相手を務める。両親（義理）を目の前で惨殺されたため、惨殺にトラウマを持っている。
自分たちとその居場所を守ってくれる刃更には強い好意を抱いており、主従契約を結んでからは柚希への対抗心もあって性的な接触も許している。
性感帯は胸でバストサイズは90センチメートル・Gカップ。
野中 柚希（のなか ゆき）
声 - ブリドカットセーラ恵美
本作のヒロインの1人。刃更と澪のクラスメイト。学園内では、澪と同じようにファンクラブが存在し「柚希姫」と呼ばれている。勇者の里から送られた澪の監視役であり、刃更とは里での幼馴染にあたる。クラス委員長。
感情を表に出すことは少ないが、幼い頃から刃更に対してはかなり好意的な想いを抱いていて、時には一緒にお風呂に入ろうとまで言い出すくらい過激なところがある。そのため、彼の辛い過去を知らないまま頼る澪に怒りをぶつけたこともある。後に東城家に同居し、澪と対等な条件になるため刃更と主従契約を結ぶ。ゾルギア大戦後、刃更がいろいろ淫乱な行為をしてくれたおかげで強くなれたと胡桃の前で告白している。普段の口調は冷静だが、時々関西弁になる。髪は水色のショートヘアでアホ毛があり、三つ編み。
里にいたころは、感情といったものを一切捨て去り、ただひたすらに強くなることに執着。誰よりも戦いを苦手としていたのにも関わらず、勇者としての修行に明け暮れ、いずれ自分が壊れてしまうのではと妹の胡桃にも心配させるくらい過酷な修行を続けていき、霊刀「咲耶」を授かるくらい成長したという過去がある。そのため、澪の討伐命令が下った時は、一切の感情を捨て刃更に恨まれる覚悟で澪の討伐命令に従った。
戦闘タイプは技。
性感帯はお尻。
武器は右手から具現化する霊刀「咲耶」。
成瀬 万理亜（なるせ まりあ）
声 - 福原香織
本作のヒロインの1人。刃更の下の義妹。中学3年生。その正体はサキュバス。穏健派から送られた澪の護衛役。家事全般が得意。
シェーラがウィルベルトと一度きりの関係を持った際に身籠った子供であり、澪の異母妹に当たる。普段はエッチな妄想を抱いたり、周りを卑猥なことで振り回したりするなど、困った性格をしているが、陰ながら澪を護るため、行動している。
刃更と澪に主従契約魔法を提案して契約させている。
すべては澪をゾルギアに差し出すために計画したことで、刃更が澪の主となることもすべては計画の内だった。刃更が他の女子生徒と親密な関係を目撃した澪が契約魔法の呪いで弱っていたところを狙って澪をゾルギアに差し出したが、本当は自分の母親であるシェーラが人質に捕えられていたため、仕方なく従っていただけだった。母親を助け出そうといろいろと考えたが、救出するまで至らず、ただゾルギアの駒のように働かされ続け澪を裏切ったような態度をとり続けていたが、澪を助けに来た刃更とラースの協力もあり、無事シェーラも救出され、ゾルギアの束縛からやっと解放された。
ゾルギアの命令で刃更の足止めをし、刃更を色仕掛けで誘惑して彼に抱かれた時、自分も刃更に心惹かれていたことを確信する。
澪の護衛に任命された際に、自身の能力を限定的に向上させる魔法鍵を託されており、それを使用することで大人の姿になることができる。
戦闘スタイルは拳を使ったパワータイプで、格闘戦にかけては超一流ともいうべき実力を持つ。攻撃魔法は不得意。
万理亜自身は快楽に対する耐性は幼いため、あまりない。
野中 胡桃（のなか くるみ）
声 - 野水伊織
本作のヒロインの1人。柚希の妹。
ファーストキスの相手は刃更。
里の命令で、準S級監視対象から準S級消滅対象に認定された澪を討伐すべく高志と共に派遣されてきた。
過去で起こった事件のせいで姉の柚希は相当辛い思いをしていたことを知っており、何も知らずに澪と行動を共にする刃更が許せなく、怒りを露わにする。昔は「刃更兄ちゃん」と呼び、兄のように慕っていた。
しかし、すべて自分の勘違いであると知り、事件解決後、村に一度戻ったが、柚希と共に澪の監視者として再び送られる。刃更達の淫乱な生活に最初は反発していたが、共に過ごすうちに自分もその1人と化すだけでなく、刃更と主従契約を結びたいという考えにまで至っている。
元々自分には澪の監視任務は命令されておらず、自ら志願を申し出た。だがそれはきっかけであり、もう1度刃更とやり直せるのではと考え、刃更の近くにいることを決めるが、過去のことも影響していて時々素っ気ない態度をとってしまう。
主従契約も結んでしまったら、勇者の里に微妙な立場にいる野中家の立場が無くなるという不安があり戸惑っている。
性感帯は脇。
戦闘タイプは澪と同じ「魔力（マナ）」タイプだが、森羅万象の精霊と交信して自然現象を自在に操って戦う『精霊魔術師（エレメントマスター）』。具現化武装は、『霊操術の篭手』。
TVアニメ第2期再登場後以降は姉と共に東城家に同居する。
ゼスト
声 - 吉田聖子
本作のヒロインの1人。ゾルギアの腹心の部下だった女性魔族。褐色の肌を持つ美女。
刃更のことを当初はフルネームで読んでいたが、刃更様と呼ぶようになった。ゾルキアの抑圧がなくなったことで元々大きかった胸がさらに大きくなっている。ファーストキスの相手は刃更。
処女性が高い魔力を生み出すと考えるゾルギアの意向で手は付けられていない。
後にゾルギアに見限られ始末されそうになるが刃更に救われ、その後穏健派に身を寄せシェーラのメイドとして働くこととなり刃更に忠誠を抱くようになる。元ゾルギアの部下という肩書が大きいせいか周りからはあまりよく思われておらず、辛い日々を送っていた様子。
刃更とはラムサスの要請で魔界を訪れた際に再開。
新たな主となったシェーラの仲介で刃更と主従契約を結んだ。その際に初めてながらもフェラチオで3回、パイズリで2回も刃更を射精させている。
刃更のメイドとして彼を慕っている。東城家のリフォームを担当して地下室を作った。
性感帯は耳。
TVアニメ第2期で再登場し魔界での騒動が一段落した後は刃更たちと共に人間界に同行し東城家に同居する。これ以降は人間界での姿を初めて披露している。
長谷川の協力でゼスト・B・スチュアートという名で聖ヶ坂学園の英語教諭として赴任した。
戦闘タイプは「魔力（マナ）」タイプであり、土系統の魔法を操る。
長谷川 千里（はせがわ ちさと）/ アフレイア
声 - 浅川悠
本作のヒロインの1人。聖ヶ坂学園の養護教諭。眼鏡をかけたクール美女。巨乳でもあり、母乳も出せる体質。
恋愛経験が全くないが、養護教諭という立場から生徒から恋愛相談をよくされるが、ちゃんと相談に答えられずに申し訳なく思っていた。ファーストキスや初めての絶頂の相手は刃更。
刃更が悩んでいる時には、よく相談相手になってくれる。彼に気があるのか、一緒にお風呂に入るなど大胆な行動をしたり、今では澪たちと同じ関係を結ぶくらい発展している。刃更の出生の秘密を知っている。
魔界から帰還した刃更と2人で旅行しており、泊まった旅館を貸し切りにして2人だけの甘い時間を過ごしている。
その正体は人間でなく神に仕えていたもので、十神の一柱として天界の頂点にいた者。刃更の母親の1人、ラファエリーネの従妹。現在は力を封印されているが、「刃更を守る」ことに対してのみ封印が一時的に解除され、全力を出すことができる。
料理上手で年の離れた姉みたいな人に教わっている。
愛車は跳ね馬のエンブレムの赤い高級スポーツカー。
性感帯は処女膜。
刃更とはその後、主従契約も行っている。
橘 七緒（たちばな ななお）
声 - 田野アサミ
本作のヒロインの1人。メガネをかけた小柄で可憐な容姿。髪型はショートカット。大人しい性格をした男子生徒であるが、女子と間違われることが多い。
実は吸血鬼（ヴァンパイア）族。
聖ヶ坂学園では高等部の1年A組に所属し、生徒会で庶務を務める。ずっと身分を隠し人間として過ごしていたが、刃更が勇者の一族であると知ったら、自分の身を護るために彼に戦いを挑む。
過去にただ魔族ということで勇者の一族に殺されかけたということがあったため、勇者の一族をずっと憎んでいたが、オルニスの事件解決後、誤解は解け彼に謝罪している。
実は成人前の吸血鬼族は大人になるまでは性別が定まらず、習慣や精神に左右されて肉体が変化する。七緒自身は男子として生活していたが刃更と一緒に参加したクリスマスパーティを切っ掛けに相談を受けた千里曰く、「刃更に女性として接して欲しい」という気持ちが芽生え、無意識の内に鏡に映った自身に魔眼をかけて年が明けてからずっと女性の身体となったのを周囲に隠し通しながら過ごす羽目になる。
しかし生活に関して助力を乞うことになった千里の提案もあって彼女や澪たち同様に、原因ともなった想い人の刃更と男女関係に結ばれるに至り、肉体も完全に「女」で定着することになった。
セリス・レイドハート
本作のヒロインの1人。世界中の勇者の一族達を統括する総本山「バチカン」で聖騎士を務める美少女。
勇者の中でもエキスパート達で構成された「特務戦技部署」に所属し、一族内の問題を調査・解決する異端審問官としての役目も持つ。輝く金髪と透き通ったエメラルドの瞳の持ち主で、刃更達よりも大人びて見えるが、実年齢に差は無い模様。
本来は優しく思いやりのある人物で、普段は審問官として冷静さを崩さず、毅然とした姿勢を見せるが、若さ故に自分にとって想定外の事態になると、感情を爆発させて冷静させてしまう事もあり、それが原因で事態を悪化させてしまう事もある。
かつて戦技交流の名目で『里』で過ごし、刃更、柚希、胡桃達3人とはその時より交友した過去があり、いわゆる幼馴染の関係にあたる。胡桃からは「セリス姉（ねえ）」と呼ばれている。当事者では無いが、彼等と別れた後に、刃更の身に何があったかについても知っている。その心の奥底では幼馴染である刃更達を強く想う気持ちがあり、5年前に刃更達が追放処分にされた後、必死に自分達を鍛えようとする柚希達の姿を見た事で、自らも強くなる事を決意。聖騎士としての地位やゲオルギウスを手に入れるまでに至った。
『里』の勝手な都合で危険に晒されていた刃更たちを守るためにバチカンへ連れて行こうと、審問官として来日する。自分達の発言力を失うのを恐れて、白虎を暴走させた件や5年前の悲劇の真相を内々で処理した『里』側を厳しく追及し、刃更達の監視務の権限と責任の放棄と、それを自分達に移譲する事を要求する。しかし、滝川が読み上げた魔界の穏健派と現魔王派の双方の意志が書かれた密書に「魔族・勇者の一族の双方が、刃更達（刃更、澪、万理亜、ゼストの4人）に対して一切手出ししない『聖域』とするのを和平の絶対条件とする」という内容があった結果、刃更達に手出しする事が出来なくなってしまう。それでも、「現在の『里』に刃更達の抑止力となり得る者がいない」事を主張したが、『里』側が切札として出してきた斯波が現れた事で事態が一変。自身の発言を逆手に取られてしまう形で、刃更達だけでなく柚希や胡桃の命までもが危険に晒されることになった上で、抑止力になり得ることを証明すべく刃更と戦うことになってしまう。
刃更と戦う中、彼が自分の力を本気で出すのを恐れている事を看破し、彼が自らの力を暴走させてしまった時は自分が殺してでも止めてみせると涙ながらの覚悟で追い詰めていくが、それが逆に刃更に決意を促させるに至り、予想を遥かに彼の攻撃に脅威を覚える。しかし、戦闘不能状態（ほとんど裸に近い状態にされてしまう）になった結果、刃更の方が戦う意思を収めた事で、本当に必要なのは刃更をねじ伏せる強さではなく彼の大切な者を守れる状況であるのに気付き、自らの敗北を認める。
その後、ゲオルギウスの反応から儀式の間に安置されていた四聖獣の武具の異変に気付き、そこへ向かうも、本性を現したクレオの攻撃で負傷し、更には斯波によってゲオルギウスを奪われてしまう。
武器は四元素の異なる魔力の備わった4つの特殊な刃が合わさった神剣「ゲオルギウス」。
その後は刃更のバチカン側監視役として東城家に派遣され、七緒と同時期に肉体関係を持ち結ばれる。

### 刃更の関係者
滝川 八尋（たきがわ やひろ） / ラース
声 - 杉田智和
刃更たちのクラスメイト。その正体は魔族で、穏健派が現魔王派に送り込んだスパイ。
レオハルトからゾルギアの後任として澪の監視役を命じられていたが、彼女の魔力を覚醒させようとしたことで刃更に正体を気づかれ、協定を結ぶ。
実は澪の養父母がかつて経営していた孤児院の出身であり、2人を殺したゾルギアに恨みを抱き、倒す機会を伺っていた。最終的に刃更と、ゾルギアを始末する機会を作ることを条件に協力する取り引きを交わし、最後は刃更が見守る中ゾルギアを殺害した。その後も刃更とはある程度良好な関係を築いている。
枢機院の陰謀で決闘大会で万理亜と対峙した際は実力差で圧勝するが、万理亜の敗北を喜ぶ現魔王派の観客に本気の攻撃を仕掛け場内を黙らせた。万理亜に留めた後、ラースと手を組んでベルフェゴールを始末しに向かった刃更のことは何も知らない様子を装いつつレオハルト達と共に試合を観戦した。
戦闘タイプは技か魔力。
停戦後は再び穏健派と現魔王派によって監視役に任命されている。
東城 迅（とうじょう じん） / 東 丈人（あずま たけひと）
声 - 藤原啓治
刃更の父親。喫煙者。職業はフリーのカメラマンであり、JINという名で活動しており、同業者よりも収入が桁が1つか2つは違うほどに有名。元は勇者の一族の1人で、魔族からも恐れられていた最強の勇者。二つ名は「戦神」。
澪と万理亜を東城家に招いており、自身は調べることがあると魔界に単身向かっている。
5年のブランクがあるにも関わらず実力は現魔王レオハルトと互角。
魔界に「別居中のカミさんを捜し」に来たと言っており、後に妻が先代魔王の妹であることが判明する。
かつて魔界で勇者の1人として戦っていた際に後の妻であるサフィアと出会い戦闘となり、人族と魔族の戦いを見届けに来ていた神族のラファエリーネを巻き込み、三つ巴の死闘へと発展した。その際の大きな力が異空間へのゲートを繋げてしまい、3人でその中に入ってしまう。そこで起きた事件を機に2人から愛されるようになる。
5年前、魔剣ブリュンヒルドの封印を勝手に開放した清斗が原因で起きた悲劇の後、『里』の長や同胞達が、無次元の執行（バニシング・シフト）を暴走させた刃更をやっかんで追放処分にしようとした結果、『里』だけでなく勇者の一族全体に不信感を抱く様になり、総本山であったバチカンや他の一族とも距離を取っている。セリスによると、その際自分と刃更を「保護」しようとした当時のバチカンの大司教に対し、「自分達に近づくようなことがあれば、敵対する」とまで宣言している。
かつて魔剣バルムンクを所持していた。
戦闘タイプはパワータイプで、剣術のほか素手での戦闘もできる。
サフィア
先代魔王ウィルベルトの妹。東城刃更の母親。大戦時代に部隊の指揮官を勤め、当時の迅と同等の力を有していた。
迅とラファエリーネと共に次元の狭間に囚われたが、迅にラファエリーネと共に脱出させられた。
その後、迅との間に子供を宿すのだが、勇者との間に子供が生まれてしまうことが発覚すると問題になってしまうことから、ラファエリーネに代理母として協力してもらう形で刃更が誕生することになっている。
ラファエリーネ
元十神の一柱で、アフレイアの従姉。東城刃更のもう1人の母親。
迅とサフィアと共に次元の狭間に囚われたが、迅にサフィアと共に脱出させられた。
大戦中の迅に魔剣バルムンクを貸し与えていた。
刃更という名は彼女が名付けたもの。現在は人間の子を身籠る形となったことで他の十神から糾弾されてしまい、力を奪われて幽閉されている。

### 勇者の一族

#### 勇者の里
早瀬 高志（はやせ たかし）
声 - 井上剛
幼いころからの刃更の親友。胡桃と共に澪を討伐するため派遣された。刃更が起こした過去の悲劇を繰り返させないために、冷徹に任務を遂行しようと考えており、障害は例え味方であっても押し通るほどの勢いで、魔族相手には容赦がない。
刃更が、魔王の娘である澪と一緒にいることに納得しておらず、過去の悲劇を忘れて過ごしていることに怒りを覚えるほど。しかし決闘後に澪から過去のことを忘れるはずがないと叱責される。決闘時には、友として刃更と対決することを望んでいたが、予想は外れターゲットである澪と万理亜と対戦することになる。彼にとっては澪の存在は刃更を惑わす元凶という見方をし、想像以上に敵視している。2人を倒した後、迷うことなく刃更を斬ると高々に宣言するくらいで、柚希と同じく刃更の勇者資格剥奪と追放に関しては一番納得しておらず、出ていく刃更を引き留めるくらい信頼する仲であった。
霊槍『白虎』を使用し、刃更と同スキルであるスピード戦を得意としていて、『高速槍術使い（クィック・ランサー）』という戦闘タイプを使いこなす。
斯波 恭一（しば きょういち）
声 - 平川大輔
勇者の一族の中でも高い実力を持つ男性。しかし人格にやや問題があり、胡桃と高志の任務には戦力でなくお目付け役として同行する。過去にある問題を起こして、何年間も座敷牢に入れられていたという前科者。刃更自身も彼とやり合うことは、避けるくらいである。
その正体は、かつてバチカンの特務部が作り出した迅のクローンであり、迅の細胞と高位魔族の細胞を掛け合わせて生み出された存在。
刃更達が勇者の里に訪れた際に、切札として再び座敷牢から出され、刃更一行、勇者の里、バチカンの三者の集った儀式の間に介入。セリスの言葉を逆手に取る形で、刃更達の抑止力になり得るかを見極めるために、自身とセリスのそれぞれが彼と決闘をするよう仕向け、更に刃更には「セリスとの決闘に負けたら、柚希と胡桃の二人を殺す」と脅しを掛ける事で、刃更がセリスと本気で戦い、勇者の里側が有利になるように仕向ける（それを聞いた里長達は、自分達が有利になるためなら柚希と胡桃を犠牲にしても構わないと暗黙の容認をするかの様に無言で通した）。しかし、それは柚希と胡桃が修哉達両親に「勘当」という形で里から追放してもらうことで、実質無効になったが、今度は「負けたら、腹いせでセリスを殺す」と新たな脅しを刃更に掛けている。
セリスが刃更に敗北した後、自身と刃更の決闘が白紙になるが、それをすんなりと受け入れて座敷牢へと戻る。しかしその後、クレオ（バルフレア）の手引きによって牢から脱出し、儀式の間にある四聖獣の武具の内、白虎を除いた3つと、セリスの持っていた神剣ゲオルギウスを奪い、姿を消す。
氣功格闘士として、己や周囲の氣を操る。
大場 清斗（おおば せいと）
声 - 江藤博樹
勇者の一族の一人で、刃更の運命を大きく狂わせた張本人でもある。
一族の中でも迅に匹敵する実力と才能を持っていた人物であったが、魔族に常軌を逸した憎悪を抱き、根絶やしにすべきという過激さと傲慢さを合わせ持った危険思想の持ち主。
魔族の全滅までは考えていなかった長老達に業を煮やし、封印していたブリュンヒルドを勝手に開放してしまうが、共に封印されていた太古の邪精霊も開放してしまった結果、それに乗っ取られる形で暴走して『里』の同胞達を手当たり次第手に掛けてしまい、柚希が殺されそうになった事で、精神の限界を迎えた刃更が暴走させてしまった「無次元の執行（バニシング・シフト）」によって消滅する末路を迎えた。
自らの死後、刃更は父親の迅と共に『里』を追放され、柚希は自分を責める様に訓練に打ち込み、事態を知らなかった胡桃は刃更を恨むようになってしまう等、その所業は多くの人間を苦しめるに至り、いまだに『里』では、無次元の執行によってもたらされた爪痕が、時間が停止したままの状態で遺されている。また、高志には懐かれていたらしく、それが彼の性格に影響を与え、死後に刃更への理不尽な怒りを抱かせる原因になってしまった模様。
武器は神格化された中国の武将関羽が使っていたとされる槍「冷艶鋸」の霊格複製品（レプリカ）で、刃更に敗北してから半年間の間にこの武器は高志に受け継がれているが、彼の唯一の肉親であった母親を、邪精霊に取りつかれて暴走した清斗が手に掛けた武器でもあるらしい。
野中 修哉（のなか しゅうや）
柚希と胡桃の父親。刃更達が『里』に帰郷した時に、車で迎えに来てくれたが、運転はかなり下手。刃更とは懐かしむように声をかけ、立派に成長した姿に喜ぶ。5年前、刃更が『里』を追放された時、何もできなかったことに罪の意識を感じているが、「お帰り、刃更君。」と優しい声で彼を迎えてくれた。
その後、斯波の言い出した『提案』によって、柚希と胡桃の勇者の里での立場はおろか命までもが危うくなり、長老達までもがそれを黙認しようとしている事態へと発展した結果、魔界を出た時から勇者の里と決別する事を考えていた娘達の想いを汲み取って、彼女達を刃更に託す事にする（柚希が一度里へ帰還した時から、密かに話し合いが行われていた模様）。
野中 薫（のなか かおる）
柚希と胡桃の母親。
富士（ふじ）、熊野（くまの）、熱田（あつた）
勇者の里の長老である三人の老人。それぞれの名は、代々の里長が襲名する名称で、神が住まうと謳われる三山が由来となっている。
三人共、老獪さと自己保身の塊としか言い様の無い醜悪な性質の持ち主であり、『里』の立場を守る為なら、斯波の様な危険人物の暴挙を黙認するだけでなく、邪魔者となった同胞を追放したり、犠牲を強要する事も厭わない身勝手さを見せる。
柚希、胡桃の帰還の命令をすると共に、刃更と澪の二人も『里』へと呼び出す。しかし、一度は澪を消滅対象から監視対象に戻しても、元から彼女の存在自体を「脅威」としか見なしておらず、「刃更や皆と共に生きていきたい」という彼女の本心から主張も嘘で、仮に本心だとしてもいつかは変わると無慈悲に決めつけ、彼女を精神的に追い込んでいく。が、それに反発した刃更によって、自分達の猜疑心に満ちた正当性に欠いた態度や、5年前に起きた事件の事を棚上げして世界を守ってきた自分達の実績を自負している横柄さを指摘された結果、儀式の間を見守る神々や精霊達からも一方的で理不尽なものと見なされ、「穢れ」を生じさせてしまう事になる（最高位の神族二人の加護を受けた刃更の存在も影響している）。
その後、姿を現したセリスによって自分達の不手際の数々を追及されるも、あらかじめ切り札として座敷牢から出していた斯波の介入によって、刃更達の抑止力となっているかを見極めるべく、セリスと斯波のそれぞれが刃更と決闘する方向へと持ち込む。その際、斯波は刃更に対し、「セリスに負けたら柚希と胡桃の二人を殺す」と持ち掛けているが、自分達の立場しか考えていない長老達は、賛成も反対もしない「無言」という形で、斯波の暴挙を容認している。結果的に柚希と胡桃の二人が自分達から『里』から追放されるよう望むことになるが、長老達は彼女たちを止めるどころか、霊操術の籠手と霊刀「咲耶」を返還するよう言っただけで、二人を簡単に切り捨てている。

#### バチカン
クレオ・アンゼルス
セリスの補佐官を務める寡黙な青年。
その正体は、現魔王レオハルトの側近・バルフレアで、斯波とは協力関係にある。
なお、斯波とはレオハルトと出会う以前よりの付き合いであるらしい。

### 聖ヶ坂学園
坂崎 守（さかさき まもる） / オルニス
声 - 津田健次郎
聖ヶ坂学園高等部教諭。刃更たちの1年B組の担任。生徒想いで、マモちゃんの愛称で慕われていて、刃更が長谷川千里に襲われている時に助けてくれたり、長谷川千里には注意せよと警告を出したりした。本当は芝居で、彼女が刃更と一緒にいることが気に食わなく、醜い嫉妬心から殺意にまで及んだ。彼は神界の住人で、人間を家畜同然のように見ており、胡桃を人質に取るなど卑怯な行動が目立つが、それが刃更にまで及んだことで長谷川の怒りを買い、彼女の攻撃により消滅させられた。
本物の坂崎守は女子生徒たちを脅迫しては性的暴行を繰り返しており、その最中にオルニスに殺され、入れ替わられた。
榊 千佳（さかき ちか）
声 - 味里
聖ヶ坂学園高等部1年B組。
相川 志保（あいかわ しほ）
声 - 藏合紗恵子
聖ヶ坂学園高等部1年B組。
島田 太一（しまだ たいち）
聖ヶ坂学園高等部1年B組。放送部員。
堂上 翔平（どのうえ しょうへい）
声 - 江藤博樹
聖ヶ坂学園高等部3年。澪を「澪姫」と崇めるファンの筆頭。転校したばかりの刃更に親し気な態度をとることに嫉妬の目を向ける。いかにも不良という容姿で気に入らない相手にはすぐ暴力を振るおうとする乱暴者。
穂積 海司（ほづみ かいじ）
声 - 矢野正明
聖ヶ坂学園高等部3年。柚希を「柚希姫」と慕うファンの筆頭。転校したばかりの刃更に親し気な態度をとることに嫉妬の目を向ける。
梶浦 立華（かじうら りっか）
声 - 嶋村侑
聖ヶ坂学園高等部2年。生徒会副会長。体育祭実行委員長。
武井 瞳子（たけい とうこ）
聖ヶ坂学園高等部1年。生徒会庶務。
加納 三太（かのう さんた）
聖ヶ坂学園高等部2年。生徒会会計。

### 魔界

#### ウィルベルト関連
ウィルベルト
前魔王で澪の父親。穏健派であり、人間界から魔族を撤退させた。
本編開始の1年前に亡くなったとされ、その力は娘である澪に引き継がれている。
重力魔法の使い手であり、強大な魔力を持つ彼が和平を望んだため永きにわたる戦争が終わったとされる。
病死しているとなっているが、ラムサスと容姿を変え、魔界がどう動くのかを見るために別人となっていて、実際は死んではいない。
アーシェ
澪の母親。魔族の血をひき、人間界で生まれ育つ。澪と同じ瞳の色や顔立ち。
姿は人間のそれだったため、魔王の妻として威厳が保てないという理由から城から出ることが禁止されていた人物。
花が好きだったようである。

#### ゾルギア関連
ゾルギア
声 - 佳月大人
澪の養父母を殺害し、澪に宿る魔王としての力を狙っている老人魔族。枢機院を束ねる一人であり「色欲」を司る。かつて「剣の王」と称されていた。
かつて愛していた人を生き返らせるためにあらゆる禁呪に手を出して姿が醜くなっていった。愛していた女性が生き返らない事実に絶望してからは女遊びに走っている。
愛していた女性はゼストによく似た姿。前述の通り現在ではかなりの女好きで妾と思われる美しい女性を囲って楽しんでいる。剣の達人であり刃更を前にしても軽く遊ぶほどの実力を誇る。
元は魔王の力を宿す澪の監視任務に就いていたのだが、その任務を放棄し、魔王の力と澪自身も手に入れようと企んでいた。澪の護衛任務に就く万理亜の母親シェーラを人質にとり、澪を自分の下へ連れてくるよう命令する。相手の精神を支配する能力に長けており、ゾルギアに抱く憎悪が強い者ほど手玉にとり自身の駒にしやすいなど交渉力にも優れている。
万理亜の働きにより澪を手に入れたが、決死の覚悟で助けに来た刃更やラースの暗躍によってその野望は潰えてしまう。ラースに囚われ拷問を受けても逆転の機会を狙っていたが、ゾルギアとの交渉に応じる可能性が皆無の刃更が登場したことに驚愕する。刃更に取引をしようと持ちかけて最期まで縋り付くも、刃更が立ち合う前でラースの攻撃によってその生涯を終えた。

#### 穏健派
シェーラ
声 - 西原久美子
万理亜とルキアの母親。ゾルギアが澪を手に入れるために人質に捕らえられていたが、ラースによって救出される。見た目はかなり幼い姿をしている。
その後はちょくちょく顔を出すようになり、刃更にゼストと主従契約を結ぶようお願いしたりしているが、ゼストに呪いが発動し刃更とのすごい熱烈な性的行為に見惚れるという万理亜と同じ性格をしている。
最強のサキュバスであったが万理亜を産んだことによって今の姿になってしまっている。万理亜はその話をゾルギアから聞いており、負い目と感じている。実は澪が受け継いだ魔王の力が同じく魔王の娘である万理亜にも流れてくる可能性があるため、自身の魔法で補った。
空間魔法に長けており、次元の出入り口を至るところに作っている。
ラムサス
声 - 玄田哲章
先代魔王亡き後、穏健派を束ねる魔族。ウィルベルトは実の弟で澪にとっては伯父にあたるとされているが、その正体はウィルベルトが容姿を変貌させた本人そのもの。自身がいなくなった後に魔族全体がどのように動くかを見定めるために容姿を変貌させて現れた。ウィルベルトだった時と同様に重力魔法を操るが代償は大きい。
彼自身、澪がウィルベルトから受け継いだ魔王の力を持つことを良しとしておらず、刃更たちを魔界に呼んだ時は大人しく渡すよう要求するが、決闘大会後はしばらく黙認している。
ルキア
声 - 山村響
ラムサスに仕える女性魔族で、万理亜の姉。メイド服を着ている。生真面目で責任感が強い性格。
仕事もできて有能。
妹と違い、すごく冷静で厳しい性格をしているが、決闘大会に敗北して気絶した万理亜を心配し、控室まで運ぶという優しいところもある。本心で妹を思う気持ちは強い。また、妹と友人関係になった胡桃を信頼し、彼女に闇の精霊を封じ込めた宝玉を託している。
種族はサキュバスなので、戦闘時は万理亜と同じ格好となる。
クラウス
声 - 板取政明
穏健派の実力者。白髭の老魔族。ウィルベルトの参謀を務めており、「賢老」と呼ばれる。
澪を魔王にしようと考えており、魔界にきた澪達を歓待した。後に皆と共に歩む意思を澪から告げられるも皆の意思を汲み黙って見送った。
ノエル
声 - 美名
クラウス付のメイドの1人。ラースとは孤児院時代の幼馴染。
刃更たちが魔界に訪れた際には、身の回りの世話を担当している。普段はちょくちょく仕事をサボっている。
グレン
ウィルダードの市街地警備兵。
オルテガ
穏健派魔族。ウィルダードのアーデルベル広場で花屋をしている。澪の姿が彼女の母と瓜二つであることから、お忍びで町に来ていた澪の正体を言い当てた。

#### 現魔王派
レオハルト
声 - 興津和幸
現魔王の青年。魔王を輩出した公爵家の直系と、大戦での活躍で魔王に君臨している。人望も厚く、部下にも恵まれている。その上、野心家でもなく、今の魔界を憂いている。
迅が鈍っているとはいえ、対等に戦える実力の持ち主。
真に魔界を統一したら、裏で暗躍する枢機委員たちの悪業を暴こうと尽力している。
決闘大会時に枢機委員達によって召喚された魔神ケイオスと対峙した時は、刃更と澪と共闘している。
元孤児であり、リアラの両親は彼に自分たちの血を大量に輸血している。義姉であるリアラと肉体関係をもっている。
停戦後は枢機院ではなく、八魔将を自身の補佐に当てている。
武器は魔界に現存する最強クラスの一本である魔剣ロキ。
バルフレア
声 - 中川慶一
レオハルトの副官を務める青年。
レオハルトの命を受け決闘大会中に枢機院の動向を探っていたが、予想にない発掘現場を発見し調査を開始、ルキアとの試合を放棄したうえに消息を絶つ。
決闘大会終了後も行方知らずとなっていたが、9巻で再び姿を見せ、斯波恭一と協力関係にあることが明かされる。自らの願いを叶えるために行動しており、セリスの補佐官クレオ・アンゼルスとしてバチカンに潜入し、隙を見て座敷牢に幽閉された斯波を開放。儀式の間に安置されていた四聖獣の武具を盗み出そうと画策し、寸前でセリスに気付かれるが、斯波が駆け付けた事で、四聖獣の武具の内の3つと神剣ゲオルギウスを奪い、彼と共に姿を消す。
斯波といつから関わっていたのかは不明であるが、本人曰く「恭一殿とは陛下（レオハルト）や貴方（ラース）と会うよりも以前からの付き合い」と評している。
ルカ
声 - 村瀬歩
レオハルトの配下の少年。
ガルド
声 - 楠大典
レオハルトの配下の巨躯の男性魔族。レオハルト自身も、彼が次の魔王に相応しいとさえ言うほどの人物。
刃更に片腕を斬られ、隻腕となっている。
リアラ
声 - 井上喜久子
魔族でありながらも天族（先祖帰り）の容姿の女性。レオハルトの義姉で血の繋がりはない。後頭部に大きな青いリボンを結んでいる。
普段はレオハルトに甘々なお姉ちゃんとして振る舞っているが、内に秘めたる力は想像以上で、レオハルトに害なす者には容赦なく、彼を貶めようと画策していた枢機院のほとんどを惨殺した。このため、ラース（滝川）からは「サイコ女」と恐れられている。
ベアル
リアラのベルハウンド。性別はメス。
ヴァルガ
声 - 乃村健次
現魔王派勢力に属する魔族の1人。ヴォルガの兄。巨漢ですべて力で捻じ伏せようと考える好戦的な性格をしている。
町で刃更達に襲い掛かりパワーを生かして苦しめるが、白虎を持つ高志によって切り裂かれ、死亡。
フィオ
声 - 安済知佳
現魔王派の少年兵。レンドヴァルド城での迅とレオハルトの戦いに巻き込まれ、迅と行動を共にする。

#### 枢機院関連
ベルフェゴール
声 - 楠見尚己
枢機院議長。「怠惰」を司る。仮面を被ったような不気味な顔が特徴の男。ゾルキア亡き後は後継が決まるまで「色欲」も兼任する。魔界で最も高齢。自らの屋敷には4桁を超す女たちのハーレムを築いているという噂がある。
ゾルギアと同じかそれ以上の悪癖を持っていて、自分の屋敷に女の子を呼び、手あたり次第に抱きまくるというケダモノ染みたことを行っており、ゾルギアと同じでいずれは澪も抱こうと考えていた。
ゾルギアの落命後は彼が手を出していた女性達も抱いており、それをレオハルトに堂々と告げるなど現魔法派との関係は悪化している。
刃更が自身を始末しようと乗り込んで来た際に、彼の母方の正体に感づき男性の刃更にまで容姿を気に入って手を出そうとするなど醜悪さを露にする。その際に母方の血の力を発揮した刃更に反撃され、2つある局部を斬られ斃された。
ネブラ
声 - 荻野晴朗
ベルフェゴールの配下。
マドニス
声 - 谷昌樹
枢機院の1人。
アドミラス
声 - 河本啓佑
マドニスの配下。
ヴォルガ
声 - 乃村健次
ヴァルガの弟。枢機院レナレス教親衛隊筆頭。決闘大会で柚希の一刀に切り刻まれ死亡。

## 用語

### 技・魔法
主従契約魔法（しゅじゅうけいやくまほう）
一方が他方の配下になるために契約を結ぶ魔法。契約した者同士は、相互の居場所を感知し、さらに互いの絆を深めることで、戦闘能力を上げることができる。また、この魔法は配下が主に逆らわないようにするためのものでもあり、主への後ろめたさや翻意を抱くと主の魔力の属性に対応した呪いが発動し、場合によっては命を落とす。
無次元の執行（バニシングシフト）
刃更の技。対象を消し去ることができる。

### 武器
魔剣ブリュンヒルド（まけん-）
太古の昔に邪精霊を封印した時に使用された伝説の剣。勇者の里の森の深い場所に封印されていた。
魔族を恨む一族の一人である大場清斗によって封印を解かれ引き抜かれ、魔族を根絶やしにするために使おうとしたが、同時に封印されていた邪精霊まで開放してしまった結果、憎しみに身体と心を乗っ取られ、同じ里の仲間たちにも襲い掛かった。その後、持ち主がいなくなり、強き力を持つ刃更を真の使い手として選んだ。
霊槍 白虎（れいそう びゃっこ）
四聖獣 白虎を宿している、勇者の里に伝わる特殊な霊槍。または「神器」とも呼ばれている。しかし力を発揮させるには、使用者が西の方角を背にして戦わなければ霊槍の力は半減するという弱点がある。
魔王の力を宿す澪討伐のために、高志が使い手となる。
霊刀 咲耶（れいとう さくや）
柚希の持つ刀。
魔剣バルムンク
大戦時代に迅が使用していた魔剣。ラファエリーネから貸し与えられた。
神剣ゲオルギウス
セリスの持つ剣。四つの特殊な刃で構成され、それぞれには四元素の魔力が秘められている。
魔剣レギンレイヴ
恭一が持つ魔剣。

### 組織・勢力
勇者の一族（ゆうしゃのいちぞく）
遥か昔より、神族から力を与えられ、魔族を始めとする『魔』によってこの世を害する者と戦い続けたとされている人間の一族。その勢力は幅広く、日本やアフリカ、オセアニアでは『集落』という形態をとっているが、高度な情報社会であるアメリカやヨーロッパでは、社会だけでなく政治等にも深く関わっている。特にアメリカでは、政府直轄の情報機関内に、表向き存在しない『部署』を設け、そこに勇者の一族達が所属し、政治に深く入り込んでいる。
一方でその役目故に、魔族を始めとする『魔』に関係した者への差別意識は非常に強く、ヴァンパイアの血を引いていた七緒は勇者の一族から酷い迫害を受けていたという。
勇者の里（ゆうしゃのさと）
日本で魔族と戦い続けている勇者の一族達が住んでいる隠れ里。風景はまさに田舎そのもの。
過去、刃更のバニシングシフトの暴走現場は依然としてそのままに放されていて、里帰りをした刃更にとっては汚点そのもの。刃更の力を恐れる者はいるが、全員というわけではなく、その中の野中家の両親は暖かく刃更を迎えてくれた。
里の上層部は三人の老人をはじめ保身と権力闘争に明け暮れており本来の役割とは程遠い言動を繰り返している。迅の功績を利用してバチカンとの主導権争いを有利に進めてはいるが、自分達の保身のため刃更だけでなく柚希や胡桃も排除することも辞さないなど次第に手段を選ばない集団と化しつつある。
バチカン
ヨーロッパのバチカンに拠点を置く、世界中の勇者の一族の中でも総本山とされている勢力。長い歴史の中で、時代に合わせて相応しい在り方へと形態を変えており、現在は「宗教」という形で身を置き、絶大な権力を持つ財閥や貴族も所属している事で、欧州の歴史を裏からコントロールしてきた。
勇者の一族の統括という役目を持っている上に、ヨーロッパは魔界を始めとする異界との次元境界を幾つも抱えている為、数多くのS級クラスの実力を持った勇者達が所属しており、その中でもエキスパートとされる者達だけで集められた「特務戦技部署（とくむせんぎぶしょ）」に所属する異端審問官達は、高位魔族との戦闘だけでなく、勇者の一族内における内部問題の調査及び解決も含まれる。
勇者の里出身である迅の功績によって、『里』が魔族との休戦等を主導し一族内でも発言力を増していき、反対にバチカンの権威が形骸化してしまった事を快く思っていないらしく、刃更たちの扱いと責任の所在を問題にする事で、『里』との主導権争いを有利に持ち込もうとしている。『里』同様に保身と権力闘争に明け暮れており本来の役割とは程遠い言動を繰り返しているが、『里』以上に自分達が差別主義な組織と化していることを自覚していないという問題が生じている。更にクレオをはじめ魔界の者の潜入も許してしまっている。
バチカンの権威のため、保護という名目で刃更を犠牲にしようとした過去から刃からは全く信用されていない。刃を刃更の監視者としたのもバチカンであるため、刃からは義理を通すべき組織ではないと見なされており必要とあれば戦うとまで明言されている。
枢機院
レオハルトを新しい魔王に祭り上げ、裏から魔界を動かしている7人の高位魔族。
7人にはそれぞれ七つの大罪の「傲慢」「嫉妬」「憤怒」「怠惰」「強欲」「暴食」「色欲」を司る。
ゾルギアは「色欲」、ベルフェゴールは「怠惰」を司る。
八魔将（はちましょう）
レオハルトと同等の力を持つ武人達。

### その他
聖ヶ坂学園（ひじりがさかがくえん）
刃更たちが通っている高校。モデルは多摩大学附属聖ヶ丘中学校・高等学校。

## 既刊一覧

### 小説
- 上栖綴人（著）・大熊猫介（イラスト） 『新妹魔王の契約者』 角川書店→KADOKAWA〈角川スニーカー文庫〉、全15巻

| 巻数   | 初版発行日    | 発売日        | ISBN                           |
| ------ | ------------- | ------------- | ------------------------------ |
| I      | 2012年10月1日 | 2012年9月29日 | 978-4-04-100495-1              |
| II     | 2013年2月1日  | 2013年1月31日 | 978-4-04-100670-2              |
| III    | 2013年6月1日  | 2013年6月1日  | 978-4-04-100860-7              |
| IV     | 2013年11月1日 | 2013年11月1日 | 978-4-04-101061-7              |
| V      | 2014年4月1日  | 2014年4月1日  | 978-4-04-101297-0              |
| VI     | 2014年9月1日  | 2014年9月1日  | 978-4-04-101433-2              |
| VII    | 2015年1月1日  | 2015年1月1日  | 978-4-04-102268-9              |
| VIII   |               | 2015年6月23日 | 978-4-04-102577-2 （BD同梱版） |
| VIII   | 2015年7月1日  | 2015年7月1日  | 978-4-04-102576-5              |
| LIGHT! | 2015年10月1日 | 2015年10月1日 | 978-4-04-103691-4              |
| IX     | 2015年12月1日 | 2015年12月1日 | 978-4-04-103747-8              |
| SWEET! | 2016年8月1日  | 2016年8月1日  | 978-4-04-104654-8              |
| X      | 2017年2月1日  | 2017年2月1日  | 978-4-04-103748-5              |
| XI     | 2017年11月1日 | 2017年11月1日 | 978-4-04-105173-3              |
| XII    | 2018年4月1日  | 2018年4月1日  | 978-4-04-106815-1              |
| XIII   | 2021年4月1日  | 2021年3月31日 | 978-4-04-107836-5              |

### 漫画

#### 『新妹魔王の契約者』
『月刊少年エース』上にて、2013年7月号から2017年6月号まで連載された。巻末に何れも原作者の上栖とキャラクター原案の大熊による「原作者あとがき」と漫画を執筆したみやこによる「あ・と・が・き」、表紙カバー下に漫画『それイけ！ マリアちゃん』をそれぞれ収録している。
- 上栖綴人（原作）・大熊猫介（キャラクター原案）・みやこかしわ（作画） 『新妹魔王の契約者』 KADOKAWA〈角川コミックス・エース〉、全9巻

| 巻数 | 初版発行日     | 発売日         | ISBN                             |
| ---- | -------------- | -------------- | -------------------------------- |
| 1    | 2013年10月26日 | 2013年10月26日 | 978-4-04-120879-3                |
| 2    | 2014年2月26日  | 2014年2月26日  | 978-4-04-121039-0                |
| 3    | 2014年8月26日  | 2014年8月26日  | 978-4-04-101902-3                |
| 4    | 2014年12月26日 | 2014年12月26日 | 978-4-04-101907-8                |
| 5    | 2015年3月26日  | 2015年3月26日  | 978-4-04-102789-9                |
| 6    | 2015年9月26日  | 2015年9月26日  | 978-4-04-102790-5                |
| 7    | 2016年2月26日  | 2016年2月26日  | 978-4-04-102791-2                |
| 7    |                | 2016年1月26日  | 978-4-04-102792-9 （BD付限定版） |
| 8    | 2016年8月26日  | 2016年8月26日  | 978-4-04-104535-0                |
| 9    |                | 2017年7月25日  | 978-4-04-104536-7                |

#### 『新妹魔王の契約者・嵐！』
『ヤングアニマル嵐』上にて、2014年No.3（2014年2月発売）から2016年No.6（2016年5月発売）まで連載されていた。『ヤングアニマル』にも出張掲載した。話の大筋は原作と同様だが、各ヒロインの登場時期や刃更との主従契約に至る経緯の差異など、漫画オリジナルのIFストーリーが展開する。
- 上栖綴人（原作）・大熊猫介（キャラクター原案）・木曽フミヒロ（作画） 『新妹魔王の契約者・嵐！』 白泉社〈ヤングアニマルコミックス〉、全5巻

| 巻数 | 第1刷発行     | 発売日        | ISBN              |
| ---- | ------------- | ------------- | ----------------- |
| 1    | 2014年10月5日 | 2014年9月29日 | 978-4-592-14038-2 |
| 2    | 2015年3月5日  | 2015年2月27日 | 978-4-592-14039-9 |
| 3    | 2015年10月5日 | 2015年9月26日 | 978-4-592-14040-5 |
| 4    | 2016年2月5日  | 2016年1月29日 | 978-4-592-14093-1 |
| 5    | 2016年9月5日  | 2016年8月29日 | 978-4-592-14094-8 |

## テレビアニメ
2014年3月にアニメ化企画進行中であることが、同年8月にはテレビアニメ化がそれぞれ発表され、2015年1月から3月まで放送された。同年6月発売の原作8巻には、テレビ未放送の第13話が収録されたBD付き限定版が発売。
第12話において第2期の制作が発表され、『新妹魔王の契約者 BURST』（しんまいまおうのテスタメント バースト）のタイトルで同年10月より12月まで放送された。2016年1月23日発売コミックス第7巻オリジナルアニメBD付限定版にテレビ未放送の第11話が収録された。
2017年10月に新作OVA『新妹魔王の契約者 DEPARTURES』の制作が発表された。2018年1月27日より2週間限定でイベント上映が行われ、2018年3月28日に発売された。R15+指定。興行収入は500万円。

### スタッフ
- 原作 - 上栖綴人（株式会社KADOKAWA 角川書店刊「スニーカー文庫」）[6]
- 原作イラスト - 大熊猫介[6]
- 監督 - 斎藤久[6]
- シリーズ構成 - 吉岡たかを（第1期）[6]、植竹須美男（第2期）[60]
- 脚本監修 - 吉岡たかを（第2期[60]・DEPARTURES[59]）
- キャラクターデザイン - わたなべよしひろ[6]
- メインアニメーター - 今井雅美[6]、森前和也[6]
- アクションアニメーター - 石本英治[6]、山根まさひろ（DEPARTURES[59]）
- モンスターデザイン - 小林真平[6]
- デザインワークス - 今井雅美[6]、大高美奈[6]、沖田宮奈[107]、石本剛啓[6]
- 美術監督 - 木下了香[6]
- 美術設定 - 金城沙綾[6]
- 色彩設計 - 金久保高央（第1期[6]・第2期[60]）、村上朋輝（DEPARTURES[59]）
- 2Dデザイン・特殊効果 - 村上朋輝[6]
- 3DCG - 渡辺哲也[107]
- 撮影監督 - 横山翼（第1期[6]・第2期）、田中浩介[59]・西村徹也（DEPARTURES）
- 編集 - 木村祥明[6]
- 音響監督 - 高橋剛[6]
- 音楽 - 高梨康治[6]
- 音楽制作 - 日本コロムビア[6]
- 音楽プロデューサー - 植村俊一[6]
- プロデューサー - 倉兼千晶（第1期[107]・第2期[60]）、元長聡（第2期[60]・DEPARTURES）
- アニメーションプロデューサー - 黄樹弐悠[107]
- 制作プロデューサー - 淡野直人[6]
- アニメーション制作 - プロダクションアイムズ[6]
- 製作
  - 第1期・第2期 - 「新妹魔王の契約者」製作委員会[6]
  - DEPARTURES - 「新妹魔王の契約者 DEPARTURES」製作委員会（KADOKAWA、クロックワークス、日本コロムビア、角川メディアハウス、ソニーPCL、エー・ティー・エックス、グロービジョン、虎の穴、サンテレビジョン）

### 主題歌
第1期
オープニングテーマ「Blade of Hope」
作詞 - ミズノゲンキ / 作曲・編曲 - 睦月周平 / 歌 - sweet ARMS
エンディングテーマ「Still Sis」
作詞・作曲 - 石井伸昂 / 編曲 - 岡野裕次郎、滝澤俊輔 / 歌 - 佐土原かおり

第2期
オープニングテーマ
全作詞・作曲 - ヤナガワタカオ / 編曲 - R・O・N。
「Over The Testament Ver. 1」（第1話 - 第3話）
歌 - Metamorphose featuring Yoko Ishida
「Over The Testament Ver. 2」（第4話 - 第5話）
歌 - Metamorphose featuring Kaori Oda
「Over The Testament Ver. 3」（第6話 - 第7話）
歌 - Metamorphose featuring Aki Misato
「Over The Testament Ver. 4」（第8話 - 第9話）
歌 - Metamorphose featuring Megumi Ogata
「Over The Testament Ver. 5」（第10話 - 第11話）
歌 - Metamorphose（石田燿子、織田かおり、美郷あき、緒方恵美）

エンディングテーマ「Temperature」
作詞 - ミズノゲンキ / 作曲・編曲 - 大川茂伸 / 歌 - Dual Flare（山田悠希、山田奈都美）

DEPARTURES
主題歌「Over The Testament」
歌 - Metamorphose

### 各話リスト
| 第1期      | 第1期                                       | 第1期      | 第1期             | 第1期               | 第1期                                                                                | 第1期                              |
| 話数       | サブタイトル                                | 脚本       | 絵コンテ          | 演出                | 作画監督                                                                             | 総作画監督                         |
| ---------- | ------------------------------------------- | ---------- | ----------------- | ------------------- | ------------------------------------------------------------------------------------ | ---------------------------------- |
| 01         | 妹ができた日                                | 吉岡たかを | 須永司            | 南川達馬            | 今井雅美                                                                             | 沈宏                               |
| 02         | 初めての主従契約                            | 吉岡たかを | 大下丈人          | 佐藤清光            | 片山敬介、萩尾圭太 藤田正幸、森前和也                                                | わたなべよしひろ 沈宏              |
| 03         | 再会と信頼の狭間                            | 吉岡たかを | 田所修            | 安藤貴史            | 小林真平                                                                             | わたなべよしひろ 沈宏              |
| 04         | 悲しみがゼロになるまで                      | 吉岡たかを | 平野俊貴          | 安藤尚也            | 藤田正幸、萩尾圭太 森前和也                                                          | 沈宏                               |
| 05         | 朝の妹の魔王無双                            | 吉岡たかを | 田所修            | 柳伸亮              | 谷圭司、北山景子                                                                     | わたなべよしひろ 沈宏              |
| 06         | 募る思いを抱えて                            | 吉岡たかを | 南川達馬          | 静雪月夜            | 松本文男                                                                             | 沈宏 今井雅美                      |
| 07         | 恩讐の果てに                                | 吉岡たかを | 須永司            | 安藤貴史            | 藤田正幸、片山敬介 滝川和男、谷圭司 北山景子、正金寺直子 JANG MIN-HO                 | 今井雅美 森前和也                  |
| 08         | 暴走のエロサキュバス                        | 吉岡たかを | 平野俊貴          | 福島陽子 早瀬真紀子 | 萩原正人                                                                             | 沈宏 森前和也                      |
| 09         | 主従の功罪                                  | 吉岡たかを | 田所修            | 吉川浩司            | 服部憲知、小川一郎                                                                   | 沈宏 森前和也                      |
| 10         | 哀切なる背信                                | 吉岡たかを | 山村∞亮           | 櫻井優              | T-PRODUCTION                                                                         | 沈宏 森前和也                      |
| 11         | 諜報者（エスピオナージ） ……その先にあるもの | 吉岡たかを | 平野俊貴          | 鈴木勇士            | 服部憲知、阿部弘樹 石田啓一、栗井重紀                                                | わたなべよしひろ 沈宏              |
| 12         | この夜、このときのために                    | 吉岡たかを | 平野俊貴          | 南川達馬            | 小林真平、萩尾圭太 森前和也、今井雅美                                                | わたなべよしひろ 沈宏              |
| 13 （OVA） | 東城刃更のハードスウィートな日常            | 吉岡たかを | 田所修            | 佐々木純人          | 谷圭司、北山景子 武田薫、藤田正幸 萩尾圭太、うめつゆきのり 森前和也                  | わたなべよしひろ                   |
| 第2期      |                                             |            |                   |                     |                                                                                      |                                    |
| 01         | あなたの為にできる事を                      | 植竹須美男 | 南川達馬          | 南川達馬            | 萩尾圭太、中島美子                                                                   | わたなべよしひろ 森前和也 今井雅美 |
| 02         | 深まる疑惑と謎の中で                        | 植竹須美男 | 丸尾そうすけ      | 岩田義彦            | 油井徹太郎、丸岡功治 植竹康彦、永野孝明                                              | 油井徹太郎                         |
| 03         | 譲れない想いを君と                          | 植竹須美男 | 田所修            | 安藤貴史            | 飯飼一幸、藤田正幸 笠野充志                                                          | わたなべよしひろ 森前和也 今井雅美 |
| 04         | 絡み合う思惑の中で                          | 山田靖智   | 丸尾そうすけ      | 玉田博              | 梶浦紳一郎、丸岡功治 植竹康彦、永野孝明 安田祥子                                     | 油井徹太郎 わたなべよしひろ        |
| 05         | 吹き抜ける戦場の風の中を                    | 山田靖智   | 丸尾そうすけ      | 岩田義彦            | 油井徹太郎、丸岡功治 植竹康彦、永野孝明 杉田匡、江間一隆                             | わたなべよしひろ 油井徹太郎        |
| 06         | 己の真実と現実の狭間で                      | 植竹須美男 | 佐藤清光          | 佐藤清光            | -                                                                                    | わたなべよしひろ 森前和也 今井雅美 |
| 07         | 絡み合う思惑と欲望の狭間で                  | 山田靖智   | 友田政晴          | 北川正人            | 成松義人、丸岡功治 植竹康彦、永野孝明 志賀道憲、星野直也 杉田匡、江間一隆            | わたなべよしひろ                   |
| 08         | 未来へと挑む者たち                          | 植竹須美男 | 田所修            | 安藤貴史            | 藤田正幸、岩田竜治 飯飼一幸、中島美子 萩尾圭太                                       | 森前和也 今井雅美                  |
| 09         | 見果てぬ夢のその先に                        | 植竹須美男 | 池端隆史          | 池端隆史            | 合田浩章                                                                             | -                                  |
| 10         | 果たすべき意思の後先                        | 植竹須美男 | 田所修            | 高林久弥            | 竹上高雄、津熊健徳 滝川和男、笠野充志 藤田正幸、萩尾圭太 片山敬介、岩田竜治 伊藤陽祐 | わたなべよしひろ 森前和也 今井雅美 |
| 11 （OVA） | 東城刃更の至極平和な日常                    | 山田靖智   | 安藤貴史 平野俊貴 | 岩田義彦            | 石井ゆみこ                                                                           | 森前和也 萩尾圭太                  |

### 放送局
| 放送期間                | 放送時間                     | 放送局      | 対象地域 | 備考                      |
| ----------------------- | ---------------------------- | ----------- | -------- | ------------------------- |
| 2015年1月8日 - 3月26日  | 木曜 1:35 - 2:05（水曜深夜） | TOKYO MX    | 東京都   |                           |
|                         | 木曜 2:00 - 2:30（水曜深夜） | サンテレビ  | 兵庫県   | 製作参加                  |
|                         | 木曜 22:00 - 22:30           | AT-X        | 日本全域 | 製作参加 リピート放送あり |
| 2015年1月9日 - 3月27日  | 金曜 1:45 - 2:15（木曜深夜） | 岐阜放送    | 岐阜県   |                           |
|                         | 金曜 2:20 - 2:50（木曜深夜） | 三重テレビ  | 三重県   |                           |
|                         | 金曜 3:00 - 3:30（木曜深夜） | BS11        | 日本全域 | 『ANIME+』枠              |
| 2015年1月12日 - 3月30日 | 月曜 0:30 - 1:00（日曜深夜） | テレ玉      | 埼玉県   |                           |
|                         |                              | チバテレ    | 千葉県   |                           |
|                         |                              | tvk         | 神奈川県 |                           |
| 2015年1月14日 - 4月1日  | 水曜 3:05 - 3:35（火曜深夜） | TVQ九州放送 | 福岡県   |                           |

| 配信期間               | 配信時間                   | 配信サイト |
| ---------------------- | -------------------------- | ---------- |
| 2015年1月15日 - 4月2日 | 木曜 0:00（水曜深夜） 更新 | GYAO!      |

| 放送期間                  | 放送時間                     | 放送局      | 対象地域 | 備考                      |
| ------------------------- | ---------------------------- | ----------- | -------- | ------------------------- |
| 2015年10月10日 - 12月12日 | 土曜 1:40 - 2:10（金曜深夜） | TOKYO MX    | 東京都   |                           |
| 2015年10月11日 - 12月13日 | 日曜 0:30 - 1:00（土曜深夜） | AT-X        | 日本全域 | 製作参加 リピート放送あり |
|                           | 日曜 3:00 - 3:30（土曜深夜） | BS11        | 日本全域 | 『ANIME+』枠              |
| 2015年10月12日 - 12月14日 | 月曜 0:00 - 0:30（日曜深夜） | テレ玉      | 埼玉県   |                           |
|                           |                              | チバテレ    | 千葉県   |                           |
|                           |                              | tvk         | 神奈川県 |                           |
|                           | 月曜 1:30 - 2:00（日曜深夜） | サンテレビ  | 兵庫県   | 製作参加                  |
| 2015年10月14日 - 12月16日 | 水曜 0:00 - 0:30（火曜深夜） | 岐阜放送    | 岐阜県   |                           |
| 2015年10月15日 - 12月17日 | 木曜 1:20 - 1:50（水曜深夜） | 三重テレビ  | 三重県   |                           |
|                           | 木曜 3:35 - 4:05（水曜深夜） | TVQ九州放送 | 福岡県   |                           |

| 配信期間                  | 配信時間        | 配信サイト                                      |
| ------------------------- | --------------- | ----------------------------------------------- |
| 2015年10月22日 - 12月24日 | 木曜 12:00 更新 | GYAO! / ニコニコチャンネル / バンダイチャンネル |

### BD / DVD
| 巻 | 発売日        | 収録話          | 規格品番  | 規格品番   | 規格品番   |
| 巻 | 発売日        | 収録話          | BD        | DVD限定版  | DVD通常版  |
| -- | ------------- | --------------- | --------- | ---------- | ---------- |
| 1  | 2015年3月27日 | 第1話 - 第2話   | KAXA-7231 | KABA-10339 | KABA-10345 |
| 2  | 2015年4月24日 | 第3話 - 第4話   | KAXA-7232 | KABA-10340 | KABA-10346 |
| 3  | 2015年5月29日 | 第5話 - 第6話   | KAXA-7233 | KABA-10341 | KABA-10347 |
| 4  | 2015年6月26日 | 第7話 - 第8話   | KAXA-7234 | KABA-10342 | KABA-10348 |
| 5  | 2015年7月31日 | 第9話 - 第10話  | KAXA-7235 | KABA-10343 | KABA-10349 |
| 6  | 2015年8月28日 | 第11話 - 第12話 | KAXA-7236 | KABA-10344 | KABA-10350 |

| 巻 | 発売日         | 収録話         | 規格品番  | 規格品番   | 規格品番   |
| 巻 | 発売日         | 収録話         | BD        | DVD限定版  | DVD通常版  |
| -- | -------------- | -------------- | --------- | ---------- | ---------- |
| 1  | 2015年12月25日 | 第1話 - 第2話  | KAXA-7291 | KABA-10420 | KABA-10425 |
| 2  | 2016年1月29日  | 第3話 - 第4話  | KAXA-7292 | KABA-10421 | KABA-10426 |
| 3  | 2016年2月26日  | 第5話 - 第6話  | KAXA-7293 | KABA-10422 | KABA-10427 |
| 4  | 2016年3月25日  | 第7話 - 第8話  | KAXA-7294 | KABA-10423 | KABA-10428 |
| 5  | 2016年4月27日  | 第9話 - 第10話 | KAXA-7295 | KABA-10424 | KABA-10429 |

| 巻         | 発売日        | 収録話                                  | 規格品番  | 規格品番   |
| 巻         | 発売日        | 収録話                                  | BD        | DVD        |
| ---------- | ------------- | --------------------------------------- | --------- | ---------- |
| BOX        | 2018年2月23日 | 第1期全12話 第2期全10話 書籍同梱版全2話 | KAXA-9932 |            |
| DEPARTURES | 2018年3月28日 | DEPARTURES                              | KAXA-7608 | KABA-10607 |

## コラボレーション
ゲーム
- クイズ & カードバトルRPGアプリ『クイズRPG 魔法使いと黒猫のウィズ』にて2014年11月12日よりコミック誌『月刊少年エース』『ヤングエース』とのコラボでコミック「新妹魔王の契約者」のキャラクターカードが登場した。
- スタイリッシュアクションMMORPG『CABAL ONLINE』にて2015年8月11日よりテレビアニメ「新妹魔王の契約者」とコラボレートしたアバターアイテムが登場した。
- カードゲームアプリ『三国志戦姫〜乱世に舞う乙女たち〜』にて2015年12月21日よりテレビアニメ「新妹魔王の契約者 BURST」とのコラボミッションや新規にイラスト・ボイスを収録したカードが登場した。

モバイルバッテリー
- 日立マクセル製モバイルバッテリーにテレビアニメ「新妹魔王の契約者」とのWeb限定コラボモデルが2015年5月31日より発売された。